# Heinz Halm
Pour les articles homonymes, voir Halm.
Heinz Halm est un islamologue allemand né le 21 février 1942 à Andernach, spécialiste du chiisme.

## Biographie
Heinz Halm a étudié l'islam, l'histoire et les langues sémitiques à partir de 1962 à l'Université de Bonn, où il obtint le titre de docteur en philosophie. 
En 1980, il devint professeur d'islamologie à l'université de Tübingen. 
Après 1987, il fut quelque temps professeur associé à la Sorbonne à Paris.
Ses domaines de recherche sont l'histoire du Proche-Orient, des Ismaéliens, des Imamites ainsi que d'autres sectes chiites.

## Étymologie d'Al-Andalus
L'étymologie d'Al-Andalus et de l'Andalousie a fait l'objet durant les trois derniers siècles des hypothèses les plus fantaisistes, allant du jardin des Hespérides à l'Atlantide en passant par les Vandales.
En 1989, Heinz Halm a émis, en l'étayant, l'hypothèse selon laquelle le mot al-Andalus proviendrait de l'arabisation de *landahlauts (qui signifierait « attribution des terres par tirage au sort »), terme par lequel les Wisigoths auraient désigné l'Espagne.

## Publications
- Die Ausbreitung der schafi’tischen Rechtsschule. Wiesbaden 1974
- Kosmologie und Heilslehre der frühen Ismailiya. Wiesbaden 1978
- Ägypten nach den mamlukischen Lehensregistern. Wiesbaden 1979/82
- Die islamische Gnosis - die extreme Schia und die Alawiten. Zürich 1982
- Die Schia. Darmstadt 1988
- Al-Andalus und Gothica Sors dans Welt des Orient, 66, 1989
- Das Reich des Mahdi 875-973 - der Aufstieg der Fatimiden. München 1991
- Der schiitische Islam. München 1994
- Shi’ism. Edinburgh 1995
- The Fatimids and Their Traditions of Learning (Ismaili Heritage Series). London 1997
- Shi'a Islam - From Religion to Revolution (Princeton Series on the Middle East). Princeton 1997
- Die Kalifen von Kairo - die Fatimiden in Ägypten 973 - 1074. München 2003
- Die Araber - von der vorislamischen Zeit bis zur Gegenwart. München 2004
- Der Islam - Geschichte und Gegenwart. München 2005
- Die Schiiten. München 2005